# 돝섬해상유원지
돝섬해상유원지는 경상남도 창원시 마산합포구 월영동 소재의 돝섬에 위치한 유원지이다. 1982년 민간 자본에 의해 대한민국 최초의 해상유원지로 건설, 운영하기 시작한 것이 시초이며, 해발은 50m에 전체면적은 112,000m²이다. 돝섬은 마산만의 가운데 위치하고 있다. 창원시민이 찾는 대표적인 휴식처이며, 창원 시내 교육 시설의 소풍 장소로도 자주 언급되는 곳이기도 하다.

## 연혁
1982년 국내 최초의 해상유원지로 개장하여 동물원과 놀이기구가 설치되어 운영되었으나, 2003년 태풍 매미로 인하여 황금돼지상이 실종되는 등 여러 시설이 파괴되어 쇠락을 거듭하다 2009년 12월, 운영 위탁업체였던 ㈜가고파랜드가 연간 5억2000만원의 사용료 중 4억3000여만원을 내지 못해 운영 협약을 해지하면서 그대로 폐쇄되었다. 통합 이후 창원시가 직접 나서서 기존의 동물원과 놀이기구 등의 시설을 철거하고 '자연테마공원' 형태로 리모델링하였으며, 2011년 4월 1일, 폐쇄된 지 1년 4개월 여만에 재개장하였다. 재개장 이후로는 민간 자본이 아닌 창원시 직영으로 운영되고 있다.
한편 2004년 옛 마산시에서 관광객 유치 홍보를 위해 선정한 9경(景) 5미(味) 중 9경의 하나이기도 하다. 제4회 축제부터 매년 가을마다 이 곳에서 마산가고파국화축제는 2010년부터 장소를 옮겨 육상에서 개최되고 있다.

## 유래와 상징
돝섬의 돝은 돼지의 옛 말로, 유원지 내부에 황금돼지상이 설치되어 있다.

## 교통과 요금
유원지 자체의 이용 요금은 징수하지 않으나, 육지를 오가는 유일한 교통 수단으로 이용되는 마산여객선터미널과 돝섬을 오가는 여객 선박의 이용요금을 징수하고 있다. 2013년 현재 1시간 간격으로 상시 운행되며, 편도 운행에 10분 가량이 소요된다. 요금은 왕복 운행 대인 기준으로 5,200원이며, 소인(만 13세 이하)은 3,200원이다. 별도의 할인요금제는 시행하지 않고 있다.

## 관련 미디어
- 1988년 KBS 드라마게임 <잃어버린 여름>편에 촬영 장소가 마산돝섬해상유원지 모습을 담았다.